# 拉特拉普
拉特拉普（法語：Latrape，法語發音：[latʁap]）是法国上加龙省的一个市镇，属于米雷区。

## 地理
拉特拉普（43°14'41"N, 1°17'20"E）面积19.08 平方千米，位于法国奧克西塔尼大區上加龙省，该省份为法国西南部内陆省份，西南端与西班牙接壤，自此顺时针与上比利牛斯省、热尔省、塔恩-加龙省、塔恩省、奥德省和阿列日省接壤。
与拉特拉普接壤的市镇（或旧市镇、城区）包括：莱兹河畔莱扎、巴镇、卡南、卡尔博讷、卡斯塔尼亚克、拉科涅、迈约拉、里约沃尔韦斯特。

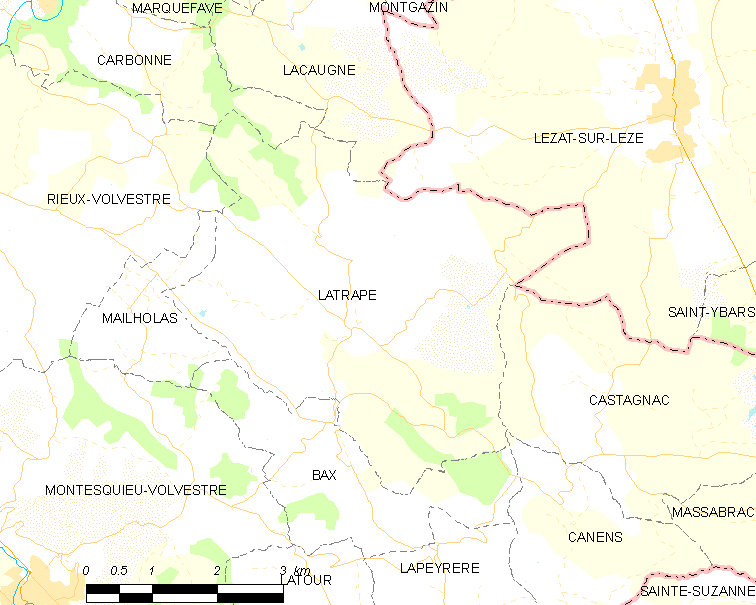
拉特拉普的OSM定位图

拉特拉普的时区为UTC+01:00、UTC+02:00（夏令时）。

## 行政
拉特拉普的邮政编码为31310，INSEE市镇编码为31280。

## 政治
拉特拉普所属的省级选区为欧特里沃县。

## 人口

1962-2008年间拉特拉普人口变化图示

拉特拉普于2022年1月1日时的人口数量为437人。